# Messa da Requièm
De Messa da Requièm (ook: 'Messa di Requiem') van Giuseppe Verdi is een (meerstemmig-)muzikale toonzetting van de Latijnse rooms-katholieke begrafenismis (Requiem genoemd naar het eerste woord van de Introitus-tekst, die begint met Requiem aeternam dona eis, Domine, hetgeen betekent, "Verleen hun eeuwige rust, o Heer" - zie het onderdeel "Dies Irae"). Het is voor het eerst uitgevoerd op 22 mei 1874 om de eerste verjaardag van de dood van Alessandro Manzoni te herdenken, een Italiaanse dichter en novellist die zeer werd bewonderd door Verdi. Het stuk wordt soms ook het Manzoni Requiem genoemd. Een gemiddelde uitvoering duurt 85–90 minuten.

## Instrumentatie
Het Requiem is geschreven voor een groot orkest bestaande uit drie fluiten (de derde fluit dubbelt op piccolo), twee hobo’s, twee klarinetten, vier fagotten, vier hoorns, acht trompetten (waarvan vier buiten het toneel spelen gedurende het Tuba mirum), drie trombones, een ophicleïde (een verouderd instrument dat gewoonlijk wordt vervangen door een tuba in hedendaagse uitvoeringen), pauken, grote trom en strijkers.
Er is ook een kwartet van solozangers (sopraan, mezzosopraan, tenor en bas), alsook een dubbel koor.

## Historische context

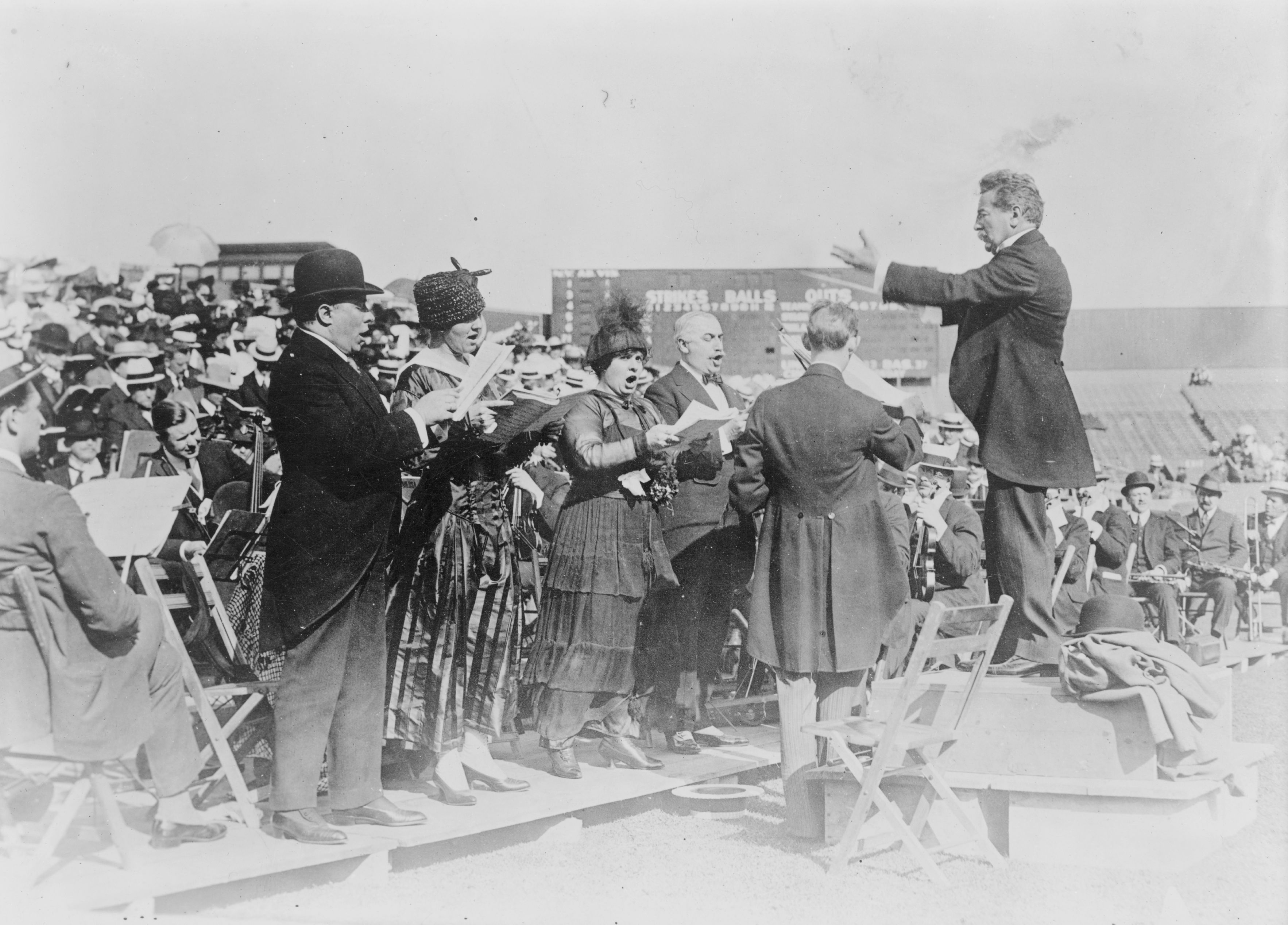
Uitvoering van Verdi's Requiem

Toen Gioachino Rossini in 1868 stierf stelde Verdi voor dat een aantal Italiaanse componisten gratis zou samenwerken aan de compositie van een Requiem ter ere van Rossini en hij begon met het indienen van een "Libera me". Gedurende het volgende jaar werd een Messa per Rossini samengesteld door 13 componisten (waarvan de enige nu nog bekende Verdi zelf is). De première was voorzien in Bologna op de eerste verjaardag van Rossini's dood in 1869, maar de uitvoering werd afgelast en het stuk viel in vergetelheid. In de tussentijd bleef Verdi spelen met zijn "Libera me", gefrustreerd over het feit dat de gezamenlijke herdenkingsmis voor Rossini niet zou worden uitgevoerd tijdens zijn leven.
In mei 1873 stierf de Italiaanse schrijver en humanist Alessandro Manzoni, die Verdi gedurende zijn hele volwassen leven had bewonderd en wie hij in 1868 had ontmoet. Vooral Manzoni’s roman I promessi sposi (de verloofden) maakte een onuitwisbare indruk op hem. Hij schreef over hem ‘ik zou voor hem willen knielen als het toegestaan was mensen te vereren’. Manzoni viel in 1873, op 88-jarige leeftijd van de trap bij een kerk en stierf een aantal maanden later aan de gevolgen daarvan. Zoals Verdi verklaarde was hij zo ontroostbaar dat hij zich niet in staat achtte Manzoni’s begrafenis bij te wonen. Enkele weken nadien bezocht hij het graf in Milaan alleen. Daarna liet hij het gemeentebestuur van Milaan weten dat hij ter nagedachtenis aan Manzoni een Requiem wilde componeren.
Op dat moment was Verdi 60 jaar oud en op het toppunt van zijn kunnen. Hij had net zijn opera Aïda voltooid; Otello en Falstaff lagen nog voor hem. De verwachtingen waren direct zeer hoog en het Milanese gemeentebestuur gaf toestemming voor de uitvoering van het werk onder de voorwaarde dat de première in Milaan moest plaatsvinden op de eerste verjaardag van Manzoni’s dood. Verdi reisde in juni naar Parijs, waar hij aan het Requiem begon te werken, waarbij hij het de vorm gaf die wij heden ten dage kennen. Het omvatte een herziene versie van het "Libera me", dat oorspronkelijk was gecomponeerd voor Rossini.
Het Requiem was voltooid in april 1874 en werd naar de muziekuitgever Ricordi gezonden. Omdat de akoestiek van de San Marco kerk in Milaan hem beviel, en het 120-koppig koor en de 100 orkestspelers er goed uit de voeten konden, koos Verdi deze locatie voor de première. Het Requiem werd onder leiding van Verdi voor het eerst uitgevoerd op 22 mei 1874. De kerk kon niet alle belangstellenden een plaats geven zodat velen buiten bleven. Drie dagen later dirigeerde Verdi in La Scala een tweede uitvoering; een derde en vierde daarna liet hij over aan de dirigent Franco Faccio.
De Messa da Requièm verkreeg in Italië en Europa veel bijval. In Italië werd het werk zo populair dat het ook in verschillende bewerkingen uitgevoerd werd. Er ontstonden arrangementen voor 4 piano’s en een bewerking voor militair orkest. Critici waren over het algemeen zeer positief. Velen praatten Johannes Brahms’ opvatting na, die liet optekenen dat ‘alleen een genie deze muziek had kunnen componeren’.
Sommigen durfden aan wat kritisch te zijn en noemden het Requiem wel ‘erg opera-achtig’ omdat de wilde en soms zeer gepassioneerde muziek niet in overeenstemming was met de tekst die feitelijk gebaseerd is op de Romeins-Latijnse mis voor de doden. Verdi was geen praktiserend Rooms-katholiek en was in werkelijkheid meer een agnost en wellicht zelfs een complete niet-gelovige. Een biograaf, Eric Blom, stelde dat Verdi ‘geen reformist [was], maar zeker een zeer liberaal katholiek’.
De dirigent Hans von Bülow noemde het Requiem ‘een opera vermomd als een kerkelijk werk’ waarbij hij de aantijgingen nog wat hielp aandikken. Ook Francis Toye, een andere Verdi-biograaf, uitte dat ‘… het [Requiem] is werkelijk geen kerkelijk werk maar een uitwerking van een meester-dramaturg met gebruikmaking van de woorden uit de liturgie om de emoties van de componist te kanaliseren’.
Richard Wagner uitte zich over het werk paradoxaal: ‘het is beter, … niets te zeggen’. De invloed van de Ceciliaanse beweging, de Movimento Ceciliano, heeft ervoor gezorgd dat de scherpe kanten van de tegenreactie op het Requim versterkten. Deze kerkhervormingsbeweging wilde de Rooms-katholieke kerk ontdoen van een theatrale muziekstijl en de invloed van secularisatie indammen. Zij wilden terugkeren naar gregoriaans gezang en de polyfonie van de renaissance.

## De muziek
Door het hele werk gebruikt Verdi krachtige ritmes, sublieme melodieën en dramatische contrasten – zoals hij deed in zijn opera’s – om de krachtige gevoelens, opgewekt door de tekst, uit te drukken. Het angstaanjagende (en meteen herkenbare) "Dies Irae" waarmee de traditionele sequentie van de Latijnse dodenrite begint wordt door het werk heen herhaald om eenheid te bereiken, hetgeen Verdi in staat stelt de gevoelens van verlies en zorg te onderzoeken, alsook het menselijke verlangen naar vergiffenis en genade die in de tussenliggende onderdelen van het Requiem voorkomen.
Trompetten omringen het podium om een onontkoombare oproep tot het Oordeel voort te brengen in het "Tuba mirum" (de combinatie van viervoudige fortissimo-markeringen voor het koper en het koor leiden tot zeer luide passages), en de beklemmende sfeer van het "Rex tremendae" schept een gevoel van onwaardigheid voor de Koning van Geweldige Majesteit. Niettemin straalt de bekende tenor solo "Ingemisco" hoop uit voor de zondaar die vraagt om de genade van de Heer. Verdi bewerkte het duet "Qui me rendra ce mort? Ô funèbres abîmes!" van het vierde bedrijf van Don Carlos in het wonderschone "Lacrymosa", die deze sequentie beëindigt.
Het vreugdevolle "Sanctus" (een ingewikkelde achtdelige fuga geschreven voor dubbelkoor) begint met een koperfanfare om aan te kondigen Hem "die komt in de naam des Heeren" en leidt tot een engelachtig "Agnus Dei" gezongen door de vrouwelijke solisten met het koor. Ten slotte komt het "Libera me," de oudste muziek van Verdi in het Requiem. Hier schreeuwt de sopraan het uit, smekend "Bevrijd mij, Heer, van de eeuwige dood ... wanneer Gij komt om de wereld met vuur te oordelen."

## Structuur van het werk
- Requiem:
  - Requiem aeternam (koor)
  - Kyrie eleison (koor, solisten)
- Dies irae:
  - Dies irae, Tuba mirum (koor)
  - Mors stupebit (bas)
  - Liber scriptus (mezzosopraan, koor)
  - Quid sum miser (sopraan, mezzosopraan, tenor)
  - Rex tremendae (solisten, koor)
  - Recordare (sopraan, mezzosopraan)
  - Ingemisco (tenor)
  - Confutatis (bas, koor)
  - Lacrymosa (solisten, koor)
- Offertorio (solisten):
  - Domine Jesu Christe
  - Hostias et preces
- Sanctus (dubbelkoor)
- Agnus Dei (sopraan, mezzosopraan, koor)
- Lux aeterna (mezzosopraan, tenor, bas)
- Libera me (sopraan, koor):
  - Libera me
  - Dies irae
  - Requiem aeternam
  - Libera me

## Opnames
- Orchestra e coro del Teatro Reale dell 'Opera di Roma, Giuseppe Concha, dirigent Tullio Serafin, soprano Maria Caniglia, mezzo-soprano Ebe Stignani, tenor Beniamino Gigli, bass Ezio Pinza , 1940
- NBC Symphony Orchestra, Arturo Toscanini, dirigent, live-uitzending, januari 1951, RCA Victor
- Teatro alla Scala, Milaan, Victor de Sabata, dirigent, live-uitvoering met Renata Tebaldi, 1951
- Wiener Philharmoniker en Singverein der Gesellschaft der Musikfreunde, Fritz Reiner, dirigent, met Leontyne Price (sopraan); Rosalind Elias (mezzosopraan); Jussi Björling (tenor); Giorgio Tozzi (bas). Opname van juni 1960, Decca Legends Series #467 119-2
- Südfunk-Sinfonieorchester, Hans Müller-Kray, dirigent; Fritz Wunderlich, Maria Stader, Marga Höffgen, Gottlob Frick, Stuttgart, 2 november 1960, Deutsche Grammophon DG-476 6382
- Philharmonia Chorus, Philharmonia Orchestra, o.l.v. Carlo Maria Giulini, met Elisabeth Schwarzkopf (sopraan), Christa Ludwig (mezzosopraan), Nicolai Gedda (tenor), Nicolai Ghiaurov (bas). EMI, 1964.
- Teatro alla Scala, Milaan, Herbert von Karajan, dirigent, met Leontyne Price, Luciano Pavarotti, Fiorenza Cossotto, Nicolai Ghiaurov, dvd (1967)
- Münchner Philharmoniker/Münchener Bach-Chor/Philharmonischer Chor München, o.l.v. Karl Richter, met Ingrid Bjoner (sopraan), Hertha Töpper (alt), Waldemar Kmentt (tenor), Gottlob Frick (bas). Live, 1969 (Altus)
- Chicago Symphony Orchestra and Chorus, Georg Solti, dirigent. RCA #61403 (1993, heruitgave van een Grammy-winnende opname uit 1977; het "Dies Irae"-gedeelte van dezelfde opname was eerst uitgegeven op Compact Disc door RCA in 1990 voor een speciale Chicago Symphony- eeuwfeest-boxset.)
- Philadelphia Orchestra, dirigent: Eugene Ormandy. Columbia/Oddyssey cassette YT 35230, 1978
- Zagrebačka Filharmonija. Dirigent: Lovro von Matačić. Opgenomen tijdens het 30ste Dubrovnik Zomerfestival, 13 juli 1979, in de oude franciscaner Kerk. 2 cd-set uitgegeven door de Zagrebačka Filharmonija, # 37593
- Orchestra del Teatro alla Scala met Coro del Teatro alla Scala, Riccardo Muti, dirigent, Cheryl Studer sopraan, Dolora Zajic mezzosopraan, Luciano Pavarotti tenor, Samuel Ramey bas, EMI #49392 (1987)
- Atlanta Symphony Orchestra and Chorus, Robert Shaw, dirigent. Telarc #80152 (1987)
- Wiener Philharmoniker en Wiener Staatsopernchor, Georg Solti, dirigent, met Luciano Pavarotti, Joan Sutherland, Marilyn Horne en Martti Talvela. Polygram Records #411944 (1967)
- London Symphony Orchestra, Leonard Bernstein, dirigent. Sony #47639 (1970)
- Wiener Philharmoniker, Wiener Staatsopernchor, Claudio Abbado, dirigent, Cheryl Studer soprano, Marjana Lipovsek mezzosopraan, José Carreras tenor, Ruggero Raimondi bas, DGG #435 884-2 (1991)
- Orchestre Revolutionnaire et Romantique met het Monteverdi Choir, John Eliot Gardiner, dirigent. Polygram Records #442142 (1992)
- Hungarian State Opera Orchestra and Chorus, Pier Giorgio Morandi, dirigent, Naxos Records 1996
- Pittsburgh Symphony Orchestra en Mendelssohn Choir of Pittsburgh, onder leiding van Robert Page, Mariss Jansons als dirigent, 1997
- Orkest en koor van het Mariinskitheater, Valery Gergiev, dirigent, met Renée Fleming, Olga Borodina, Andrea Bocelli, Ildebrando D'Arcangelo. Decca (2000)
- Orchestra Sinfonica di Milano Giuseppe Verdi met Coro Sinfonico di Milano Giuseppe Verdi, Riccardo Chailly, dirigent. Sacred Works, waaronder Libera Me van Messa per Rossini (versie van 1869). Decca #467280-2 (2001)
- Berliner Philharmoniker, Claudio Abbado, dirigent, met Angela Gheorghiu, Daniela Barcellona, Roberto Alagna, Julian Konstantinov. EMI #57168 (2001)
- SWR Radio-Sinfonieorchester Stuttgart, Gächinger Kantorei Stuttgart, Helmuth Rilling, dirigent, met Luba Orgonasova (sopraan), Anke Vondung (mezzosopraan), Alfred Kim (tenor), Carlo Colombara (bas). Hänssler #98.606 (2009)
- Orchestrea dell'Academia di Santa Cecila,  conductor Antonio Pappano, soloists: Sonia Ganassi, Anja Harteros, Rolando Villazón, October 6, 2009 Enhanced, Limited Edition, Warner Classics Requiem Verdi -Pappano - 2009